# Favio Gómez
Favio Gómez (Ciudadela, Provincia de Buenos Aires, Argentina; 29 de marzo de 1984) es un futbolista argentino que se desempeña como arquero en el Club Universitario de Pando de la Primera División de Bolivia. 

## Trayectoria
Pasó por los clubes Boca Juniors, Vélez Sársfield y Quilmes, para llegar al Deportivo Morón en 2004.
Su debut en Deportivo Morón fue el 14 de noviembre de 2004, en el encuentro en el que Morón perdió frente a Atlanta por 1-0.

## Clubes
| Club                   | País      | Año             |
| ---------------------- | --------- | --------------- |
| Quilmes                | Argentina | 2003 - 2004     |
| Deportivo Morón        | Argentina | 2004 - 2009     |
| Argentino (Merlo)      | Argentina | 2009 - 2010     |
| Sportivo Del Bono      | Argentina | 2011 - 2012     |
| Rosamonte              | Argentina | 2012 - 2013     |
| Universitario de Pando | Bolivia   | 2014 - presente |